# ماریو سانچس (تیرانداز)
ماریو سانچس (اسپانیایی: Mario Sánchez‎; ۱۳ آوریل ۱۹۳۴ – سپتامبر ۲۰۱۷) تیرانداز اهل مکزیک بود.